# ورزشگاه کارگران رشت
ورزشگاه کارگران رشت مکانی ورزشی است که در شهر رشت، بلوار شهید افتخاری،بلوار خرسندی،بعد از جایگاه پمپ گاز(CNJ) نخودچر  قرار دارد.
این ورزشگاه یک سالن چند منظوره با امکانات کامل برگزاری مسابقات رسمی است و محل میزبانی رشته‌های ورزشی داخل سالن کونگ فو و فوتسال بانوان، والیبال و بسکتبال مردان باشگاه ورزشی داماش گیلان است و توسط این باشگاه با قراردادی بلند مدت اجاره و بازسازی کامل شده است.این ورزشگاه سابقه برگزاری چند کنسرت و برنامه های فرهنگی را نیز در کارنامه خود دارد.